# George Sotiropoulos
George Sotiropoulos (Geelong, 9 luglio 1977) è un lottatore di arti marziali miste australiano di origini greche.
Combatte nella categoria dei pesi leggeri per la promozione statunitense Titan FC.
Ha lottato nella prestigiosa promozione statunitense UFC dal 2007 al 2013, facendo da allenatore nella stagione Smashes del reality show The Ultimate Fighter e chiudendo la sua avventura con un record di 7-4 con le sette vittorie ottenute nelle prime sette gare.

## Carriera nelle arti marziali miste

### Inizi
George Sotiropoulos inizia a praticare jiu jitsu brasiliano nel 1997, e negli anni a seguire si dà anche al pugilato amatoriale; nel 2003 rappresenta l'Australia ai mondiali di submission wrestling e nel 2004 ottiene la cintura nera di BJJ.
Sempre nel 2004 come pugile dilettante vince il campionato statale di Victoria.
Inizia la sua carriera da lottatore professionista di MMA nel 2004 partecipando ad eventi ospitati in terra australiana; nel primo anno di professionismo mette a segno tre vittorie consecutive per sottomissione, una di queste in un evento organizzato dalla K-1.
L'anno successivo arriva la prima sconfitta per mano del futuro campione XFC e lottatore UFC Kyle Noke, che sconfigge Sotiropoulos per pochi punti di vantaggio.
Nel 2006 George inizia a lottare all'estero, lottando e vincendo un incontro in Guam.
Lo stesso anno ottiene la sua rivincita su Kyle Noke, battendolo per decisione unanime dei giudici di gara; lo stesso anno ha la possibilità di lottare in Giappone, e al suo esordio nella terra del sol levante vince contro Shigetoshi Iwase, ma successivamente perde un incontro per squalifica contro il fuoriclasse di casa Shinya Aoki, uno dei più forti pesi leggeri della sua generazione.
Nel 2007 combatte anche in Corea del Sud, dove con una vittoria per sottomissione porta il proprio record personale a 7-2.

### Ultimate Fighting Championship
Nel 2007 Sotiropoulos viene scelto per partecipare alla sesta edizione del reality show The Ultimate Fighter organizzato dalla statunitense UFC, al tempo la più importante organizzazione di arti marziali miste del mondo; George è un membro della squadra allenata da Matt Serra, e nel torneo dei pesi welter al quale partecipa supera prima Jared Rollins e poi Richie Hightower, ma in semifinale venne steso da Tommy Speer.
Quell'anno partecipa per la seconda volta ai mondiali di submission wrestling con la sua nazionale.
Sotiropoulos esordì ufficialmente nelle card dell'UFC nel dicembre 2007 con la vittoria per sottomissione al primo round contro Billy Miles.
L'anno dopo vinse per KO tecnico contro l'armeno Roman Mitichyan.
Successivamente avrebbe dovuto affrontare prima l'ex campione WEC Karo Parisyan e poi il wrestler Matt Grice, ma causa infortuni saltò entrambe le sfide e rimase senza combattere per più di un anno, decidendo successivamente di scendere di categoria nei pesi leggeri.
L'avvio nella nuova divisione di peso fu eccezionale per Sotiropoulos che in poco più di un anno mise a segno cinque vittorie consecutive, risultato che unito alle due precedenti vittorie nei pesi welter risultò in un record parziale in UFC di 7-0 che avvicinò molto George al top 10 di categoria e alla possibilità di sfidare il campione in carica Frankie Edgar; le cinque vittime dell'australiano furono George Roop, l'ex campione IFBL Jason Dent, il vincitore della seconda stagione di The Ultimate Fighter, ex campione KOTC ed ex contendente al titolo Joe Stevenson, il grappler Kurt Pellegrino ed infine l'esperto di sottomissioni Joe Lauzon, al tempo uno dei pesi leggeri più forti del mondo e che venne sconfitto da Sotiropoulos proprio per sottomissione.
Nel 2011 la corsa di Sotiropoulos alla sfida per il titolo venne fermata dal kickboxer tedesco Dennis Siver, il quale impedì all'australiano di portare il combattimento a terra e si impose ai punti.
Successivamente avrebbe dovuto affrontare Evan Dunham, ma quest'ultimo s'infortunò e venne sostituito da un'altra cintura nera di jiu jitsu brasiliano quale è Rafael dos Anjos: Sotiropoulos venne sconfitto nuovamente e nel peggiore dei modi, con un KO in appena 59 secondi.
Anche il 2012 non fu un buon anno ma in questo caso per colpa di infortuni che impedirono a George di sfidare Takanori Gomi nell'evento UFC 144: Edgar vs. Henderson in Giappone.
Sotiropoulos tornò verso fine anno e venne scelto come allenatore del team australiano per la 17-esima stagione The Ultimate Fighter: The Smashes opposto al britannico Ross Pearson.
Nella sfida tra gli allenatori del TUF Sotiropoulos venne sconfitto per KO durante la terza ripresa, subendo così la terza sconfitta consecutiva.
Nell'ottobre 2013 arrivò la quarta sconfitta consecutiva contro l'ex Strikeforce KJ Noons, questa volta per decisione unanime dei giudici di gara.
Nel dicembre 2013 venne ufficializzato il suo licenziamento dalla promozione: Sotiropoulos conclude così la sua avventura in UFC con un record parziale nell'organizzazione di 7-4.

### Titan Fighting Championships
Nel gennaio 2014 viene annunciato il suo passaggio alla nuova promozione del Kansas Titan FC.
Avrebbe dovuto esordire in aprile contro il canadese ex UFC Mike Ricci ma quest'ultimo diede forfait per infortunio in marzo e il match venne posticipato ad agosto: Sotiropoulos venne sconfitto ai punti.

### Risultati nelle arti marziali miste
Gli incontri segnati su sfondo grigio si riferiscono ad incontri di esibizione non ufficiali o comunque non validi per essere integrati nel record da professionista.
| Risultato | Record | Avversario         | Metodo                           | Evento                                                  | Data             | Round | Tempo | Città                     | Note                                        |
| --------- | ------ | ------------------ | -------------------------------- | ------------------------------------------------------- | ---------------- | ----- | ----- | ------------------------- | ------------------------------------------- |
| Sconfitta | 14-7   | Mike Ricci         | Decisione (unanime)              | Titan FC 29: Saunders vs. Riddle                        | 22 agosto 2014   | 3     | 5:00  | Fayetteville, Stati Uniti |                                             |
| Sconfitta | 14-6   | KJ Noons           | Decisione (unanime)              | UFC 166: Velasquez vs. dos Santos 3                     | 19 ottobre 2013  | 3     | 5:00  | Houston, Stati Uniti      |                                             |
| Sconfitta | 14-5   | Ross Pearson       | KO Tecnico (pugni)               | UFC on FX: Sotiropoulos vs. Pearson                     | 15 dicembre 2012 | 3     | 0:41  | Gold Coast, Australia     |                                             |
| Sconfitta | 14–4   | Rafael dos Anjos   | KO (pugno)                       | UFC 132: Cruz vs. Faber                                 | 2 luglio 2011    | 1     | 0:59  | Las Vegas, Stati Uniti    |                                             |
| Sconfitta | 14–3   | Dennis Siver       | Decisione (unanime)              | UFC 127: Penn vs. Fitch                                 | 27 febbraio 2011 | 3     | 5:00  | Sydney, Australia         |                                             |
| Vittoria  | 14–2   | Joe Lauzon         | Sottomissione (kimura)           | UFC 123: Rampage vs. Machida                            | 20 novembre 2010 | 2     | 2:43  | Auburn Hills, Stati Uniti |                                             |
| Vittoria  | 13–2   | Kurt Pellegrino    | Decisione (unanime)              | UFC 116: Lesnar vs. Carwin                              | 3 luglio 2010    | 3     | 5:00  | Las Vegas, Stati Uniti    |                                             |
| Vittoria  | 12–2   | Joe Stevenson      | Decisione (unanime)              | UFC 110: Nogueira vs. Velasquez                         | 21 febbraio 2010 | 3     | 5:00  | Sydney, Australia         |                                             |
| Vittoria  | 11–2   | Jason Dent         | Sottomissione (armbar)           | UFC 106: Ortiz vs. Griffin 2                            | 21 novembre 2009 | 2     | 4:35  | Las Vegas, Stati Uniti    |                                             |
| Vittoria  | 10–2   | George Roop        | Sottomissione (kimura)           | UFC 101: Declaration                                    | 8 agosto 2009    | 2     | 1:59  | Filadelfia, Stati Uniti   | Passa ai Pesi Leggeri                       |
| Vittoria  | 9–2    | Roman Mitichyan    | KO Tecnico (pugni)               | UFC Fight Night: Florian vs. Lauzon                     | 2 aprile 2008    | 1     | 2:24  | Broomfield, Stati Uniti   |                                             |
| Vittoria  | 8–2    | Billy Miles        | Sottomissione (rear naked choke) | The Ultimate Fighter: Team Hughes vs. Team Serra Finale | 8 dicembre 2007  | 1     | 1:36  | Las Vegas, Stati Uniti    | Debutto in UFC                              |
| Sconfitta | NU     | Tom Speer          | KO (colpi)                       | The Ultimate Fighter 6                                  | 5 dicembre 2007  | 1     | 2:57  | Las Vegas, Stati Uniti    | Torneo dei Pesi Welter TUF 6, Semifinale    |
| Vittoria  | NU     | Richie Hightower   | Sottomissione (kimura)           | The Ultimate Fighter 6                                  | 21 novembre 2007 | 1     | 4:07  | Las Vegas, Stati Uniti    | Torneo dei Pesi Welter TUF 6, Secondo turno |
| Vittoria  | NU     | Jared Rollins      | KO Tecnico (colpi)               | The Ultimate Fighter 6                                  | 31 ottobre 2007  | 1     | 3:48  | Las Vegas, Stati Uniti    | Torneo dei Pesi Welter TUF 6, Primo turno   |
| Vittoria  | 7–2    | Jung Hwan Cha      | Sottomissione (armbar)           | Spirit MC 11: Invasion                                  | 22 aprile 2007   | 2     | 3:27  | Seul, Corea del Sud       |                                             |
| Sconfitta | 6–2    | Shinya Aoki        | Squalifica (colpo all'inguine)   | Shooto: Champion Carnival                               | 14 ottobre 2006  | 2     | 0:05  | Yokohama, Giappone        |                                             |
| Vittoria  | 6–1    | Shigetoshi Iwase   | Decisione (unanime)              | Kokoro: Kill Or Be Killed                               | 15 agosto 2006   | 2     | 5:00  | Tokyo, Giappone           |                                             |
| Vittoria  | 5–1    | Kyle Noke          | Decisione (unanime)              | Warriors Realm 5                                        | 25 febbraio 2006 | 5     | 5:00  | Sydney, Australia         |                                             |
| Vittoria  | 4–1    | Sergio Lourenco    | Decisione (unanime)              | FFCF 5: Unleashed                                       | 27 gennaio 2006  | 3     | 5:00  | Mangilao, Guam            |                                             |
| Sconfitta | 3–1    | Kyle Noke          | Decisione (non unanime)          | Warriors Realm 4                                        | 2 luglio 2005    | 3     | 5:00  | Sydney, Australia         |                                             |
| Vittoria  | 3–0    | Marcio Bittencourt | Sottomissione (rear naked choke) | X-plosion Super Fight 2004: Oceania vs. The World       | 18 dicembre 2004 | 1     | 3:30  | Gold Coast, Australia     |                                             |
| Vittoria  | 2–0    | Kelly Jacobs       | Sottomissione (armbar)           | Warriors Realm 2                                        | 10 dicembre 2004 | 1     | 4:12  | Southport, Australia      |                                             |
| Vittoria  | 1–0    | Gavin Murie        | Sottomissione (armbar)           | XFC 6: Ultimate Fighting Returns                        | 20 novembre 2004 | 1     | 1:28  | Southport, Australia      |                                             |